# G-14
Grupul G-14 a fost o organizație exclusivistă a celor mai bogate și mai de succes cluburi de fotbal din Europa care s-a format în septembrie 2000, dar s-a desființat mai apoi în 2008. Alte 4 cluburi au fost invitate în august 2002, numărul membrilor ajungând la 18. În ciuda acestui fapt, organizația și-a păstrat numele original. Scopul acesteia a fost de a îmbunătăți fotbalul profesional și de a apăra interesele cluburilor în negocierile cu UEFA și FIFA.
Cluburile care făceau parte din G-14 proveneau din șapte țări diferite și au câștigat împreună în jur de 250 de titluri naționale. Trei echipe proveneau din prima ligă a Italiei, câte  două din primele ligi ale Angliei, Franței, Germaniei, Spaniei și Olandei și una din Portugalia. Echipele membre G-14 au câștigat însumat Cupa Campionilor Europeni/Liga Campionilor de 41 de ori în cele 51 de ediții.
Ultimul președinte al organizației a fost Jean-Michel Aulas, președintele clubului francez Olympique Lyon, care l-a succedat pe David Dein, fostul președinte de la Arsenal.

## Membri
Membri fondatori, 2000
- Barcelona (Spania)
- Real Madrid (Spania)
- Liverpool (Anglia)
- Manchester United (Anglia)
- Juventus (Italia)
- Milan (Italia)
- Internazionale (Italia)
- Marseille (Franța)
- Paris Saint-Germain (Franța)
- Bayern München (Germania)
- Borussia Dortmund (Germania)
- Ajax (Olanda)
- PSV (Olanda)
- Porto (Portugalia)

Membri noi, 2002
- Arsenal (Anglia)
- Olympique Lyon (Franța)
- Bayer Leverkusen (Germania)
- Valencia (Spania)